# 福留佑子のゆうことナイト!
福留佑子のゆうことナイト!（ふくどめゆうこのゆうことナイト!）は、東海ラジオで放送されていたラジオ番組。
地元愛知県出身のグラビアアイドル、福留佑子がパーソナリティを務め、毎週金曜日にナイター期間中は10分で、ナイターオフ期間中は30分で放送されていた番組である（放送時間は下述）。番組タイトルは、「佑子とナイト（夜）」と「言うことない」をかけている。放送開始当初は『福留佑子のゆうことNight!』という表記だったが、後に『福留佑子のゆうことナイト!』に変更された。メナード青山リゾートの一社提供だった。
『福留佑子のゆうことナイト! BB』としてポッドキャスト版も配信されていた。
2年間続いた番組であったが、2007年10月5日の放送をもって終了した。福留佑子は同日の最終回の放送及びブログで芸能界休業を発表している。

## 放送時間
- 毎週金曜日
  - 20:30 - 21:00 （2005年10月 - 2006年3月）
  - 21:40 - 21:50 （2006年4月 - 2006年9月）
  - 21:00 - 21:30 （2006年10月 - 2007年3月）
  - 21:35頃 - 21:45頃 （2007年4月 - 2007年10月5日　Hit's Todayに内包の形）

## 番組概要
以下のコーナーなどで構成される。
- ゆうこに聞いて! - リスナーからの福留佑子に関する質問に答えるコーナー
- それってな～に? - 身の回りの疑問について福留佑子が説明するコーナー
- ゆうことドラマ - ラジオドラマ